# (6071) Sakitama
(6071) Sakitama es un asteroide perteneciente al cinturón de asteroides, región del sistema solar que se encuentra entre las órbitas de Marte y Júpiter, descubierto el 4 de enero de 1992 por Tsutomu Hioki y el también astrónomo Shuji Hayakawa desde el Okutama Observatory, Japón.

## Designación y nombre
Designado provisionalmente como 1992 AS1. Fue nombrado Sakitama en homenaje a Sakitama, una región de la ciudad de Gyoda y de la que toma su nombre la prefectura de Saitama, es conocida por sus túmulos funerarios, construidos con arcilla y rocas entre los siglos IV y VII.

## Características orbitales
Sakitama está situado a una distancia media del Sol de 2,707 ua, pudiendo alejarse hasta 3,007 ua y acercarse hasta 2,406 ua. Su excentricidad es 0,110 y la inclinación orbital 11,73 grados. Emplea 1626,93 días en completar una órbita alrededor del Sol.

## Características físicas
La magnitud absoluta de Sakitama es 12,1. Tiene 9,586 km de diámetro y su albedo se estima en 0,306. Está asignado al tipo espectral S según la clasificación SMASSII.